# Sperlonga
Sperlonga (en dialecte : Špëlònghë) est une commune italienne d'environ 3 000 habitants située dans la province de Latina, dans la région du Latium, en Italie centrale. Le village a obtenu le label des Plus Beaux Bourgs d'Italie.

## Histoire
Appelée dans l'Antiquité Amiclæ, il est possible qu'elle fût une colonie d'Amyclées de Laconie. D'après Virgile, elle était imbue des doctrines pythagoriciennes qui prescrivaient le silence, ce qui lui valut le surnom de muette (tacites regnavit Amyclis : Virgile, Énéide, X, v. 564).
L'empereur Tibère y possédait une villa appelée Spelunca (« la Caverne »). Le nom de la ville est issu de ce mot. À proximité de cette villa se trouve une grotte naturelle dans laquelle fut découverte  en 1957 le Groupe de Polyphème.
Au VIe siècle, les ruines de  la villa servirent de refuge, mais le village se développa sur le promontoire voisin de San Magno (65 mètres d'altitude), puis s'étendit progressivement. Au XIe siècle, il est ceint d'une muraille (dont il reste deux portes) parce qu'il est continuellement menacé par des incursions de pirates.

## Administration
| Période                                  | Période | Identité | Étiquette | Qualité |
| ---------------------------------------- | ------- | -------- | --------- | ------- |
|                                          |         |          |           |         |
| Les données manquantes sont à compléter. |         |          |           |         |

### Communes limitrophes
Fondi, Itri.

## Jumelage
Sperlonga est jumelée avec Aubière, une commune du Puy-de-Dôme.

## Tournages
- À des millions de kilomètres de la Terre (20 Million Miles to Earth), film américain réalisé par Nathan Juran en 1957.
- L'Anthropophage (Antropophagus), film italien réalisé par Joe D'Amato en 1980.
- When The Rain Begins To Fall clip vidéo de Jermaine Jackson et Pia Zadora, en 1984.